# District de Gajapati
Le district de Gajapati est un district de l'État de l'Odisha (Inde), ayant la ville de Paralakhemundi pour chef-lieu.

## Géographie
Sa population compte 575 880 habitants selon un recensement de 2011.